# Gustav Kramer
Pour les articles homonymes, voir Kramer.
Gustav Kramer (né le 1er avril 1806 à Halberstadt - mort le 31 juillet 1888 à Halle an der Saale) est un philologue, un pédagogue et un théologien prussien.

## Biographie
Son père Karl Sigismund Kramer (de) (1759–1808) est un médecin originaire de Halberstadt et sa mère Julie Adam (1769–1846), dont les ancêtres ont émigré de France, vient de Harsleben.
Après son baccalauréat obtenu en 1823, il étudie la théologie et la philologie à Berlin où il vit dans la maison de son beau-frère, le géographe Carl Ritter (1779–1859). Il s'occupe de l'éducation du fils adoptif de Ritter Alexander von Bethmann (de) (1814–1883). Après un an à l'Université de Bonn, il retourne à Berlin où il obtient son doctorat au printemps 1828.
De 1831 à 1832, il accompagne von Bethmann à l'Académie de Genève où il approfondit ses connaissances en français. Au début de l'année 1833, il quitte son élève et part pour un voyage en Italie. Les trois années qui suivent, il séjourne principalement à Rome où il étudie les écrits du géographe romain Strabon à la Bibliothèque Barberini et à la Bibliothèque du Vatican. Il prépare une édition critique de la Geographica qu'il publiera en trois volumes à partir de 1844. Il complète son séjour par des voyages en Italie centrale, en Grèce et en Sicile.
À partir de 1836, il est professeur à Berlin au lycée berlinois du monastère franciscain, puis à partir de 1837 au lycée de Cölln, puis deux ans plus tard au Französisches Gymnasium dont il devient directeur en 1842. Entre-temps, il épouse Pauline Ritter (1817–1877), une nièce de Carl Ritter. Le couple aura un fils  Paul Kramer (1842–1898), lui aussi pédagogue et biologiste reconnu. En 1853, il est directeur des Frankesche Stiftungen. La même année, il est professeur de théologie et directeur du Pädagogium de l'Université de Wittemberg. Pendant son mandat, il parvient à améliorer la situation financière et à augmenter le nombre d'élèves.
Kramer prend sa retraite en 1878 et quitte son poste de professeur en 1881. Sa tombe se trouve dans le cimetière du Stadtgottesacker de Halle.

## Œuvres
- (de) Gustav Kramer, Carl Ritter. Ein Lebensbild nach seinem handschriftlichen Nachlass. 2 Bde. Buchhandlung des Waisenhauses, Halle 1864